# アデラント (カリフォルニア州)
アデラント（Adelanto）は、アメリカ合衆国カリフォルニア州のサンバーナーディーノ郡にある都市。人口は3万8046人（2020年）。ヴィクターヴィルの郊外に位置している。

## 概要
サザンカリフォルニア・ロジスティックス空港関連の物流施設が立地しており、雇用の機会を提供している。市の人口は増加傾向にある。
昔は果物の栽培が盛んだったが、砂漠の中にあるため生産コストが高く近年の生産は低調である。
市の条例で大麻の店頭販売が許可されているため、遠方から買いにくる愛好家が多い。
2020年アメリカ合衆国国勢調査によると市内の平均住宅価格は全米の平均値並であった。これはロサンゼルス大都市圏では「格安」と認識されている。